# Мастер Часослова Марии Бургундской
Мастер Часослова Марии Бургундской или Мастер Марии Бургундской (нем. Meister der Maria von Burgund; XV век) — неизвестный по имени фламандский художник второй половины XV века, работавший в Бургундии. Создатель иллюстраций для рукописного Часослова Марии Бургундской, которые считаются одной из вершин искусства книжной миниатюры Северного Возрождения. Работал совместно с Ливеном ван Латемом. 

## Творчество, восприятие и контекст
Мастер работал при дворе Марии Бургундской в те времена, когда профессии художника-миниатюриста и станкового живописца нередко довольно строго разграничивались. Тем не менее, в его работах заметно сильное влияние станковой живописи (которую, в условиях того времени, правильнее было бы назвать алтарной живописью или живописью ретабло), и, в особенности, влияние художественной манеры Рогира ван дер Вейдена и Яна ван Эйка. На основании сходства стилей, ему приписывают также оформление миниатюрами Часослова Энгельберта Нассауского (Оксфорд, Бодлианская библиотека) и Молитвенника Карла Смелого (Музей Гетти, Лос-Анджелес). В своей работе он также ориентировался на творчество своего современника Симона Мармиона, которого современники называли «принцем среди миниатюристов».
Сегодня Мастера Марии Бургундской считают одним из талантливейших новаторов книжной миниатюры своего времени. Возможно, самой известной его работой является та иллюстрация к Часослову Марии Бургундской, на которой заказчица книги, Мария Бургундская, молится на фоне раскрытого окна, за которым перед её взором, вместо городской улицы или вида, который мог бы открываться из замковых окон, предстаёт воображаемый готический собор с Мадонной во славе. Эта иллюстрация, передающая непосредственное религиозное переживание верующей, наполненная ощущением объёма и глубины, невесомостью и изяществом, непотревоженностью и спокойствием; отличается точностью в передаче деталей и является одним из наиболее известных произведений европейской книжной миниатюры.

## Галерея
Страницы из Часослова Марии Бургундской

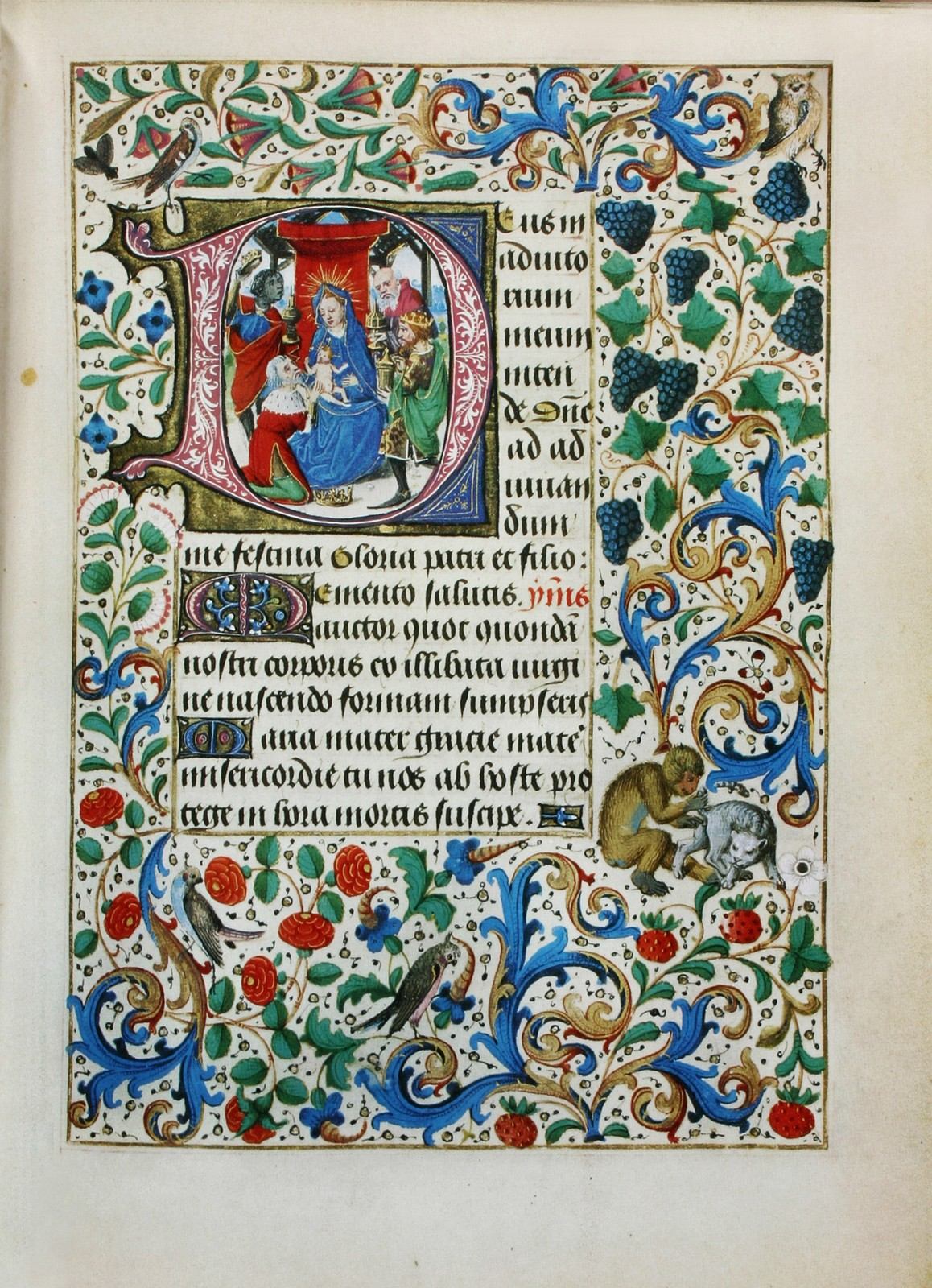
Поклонение волхвов
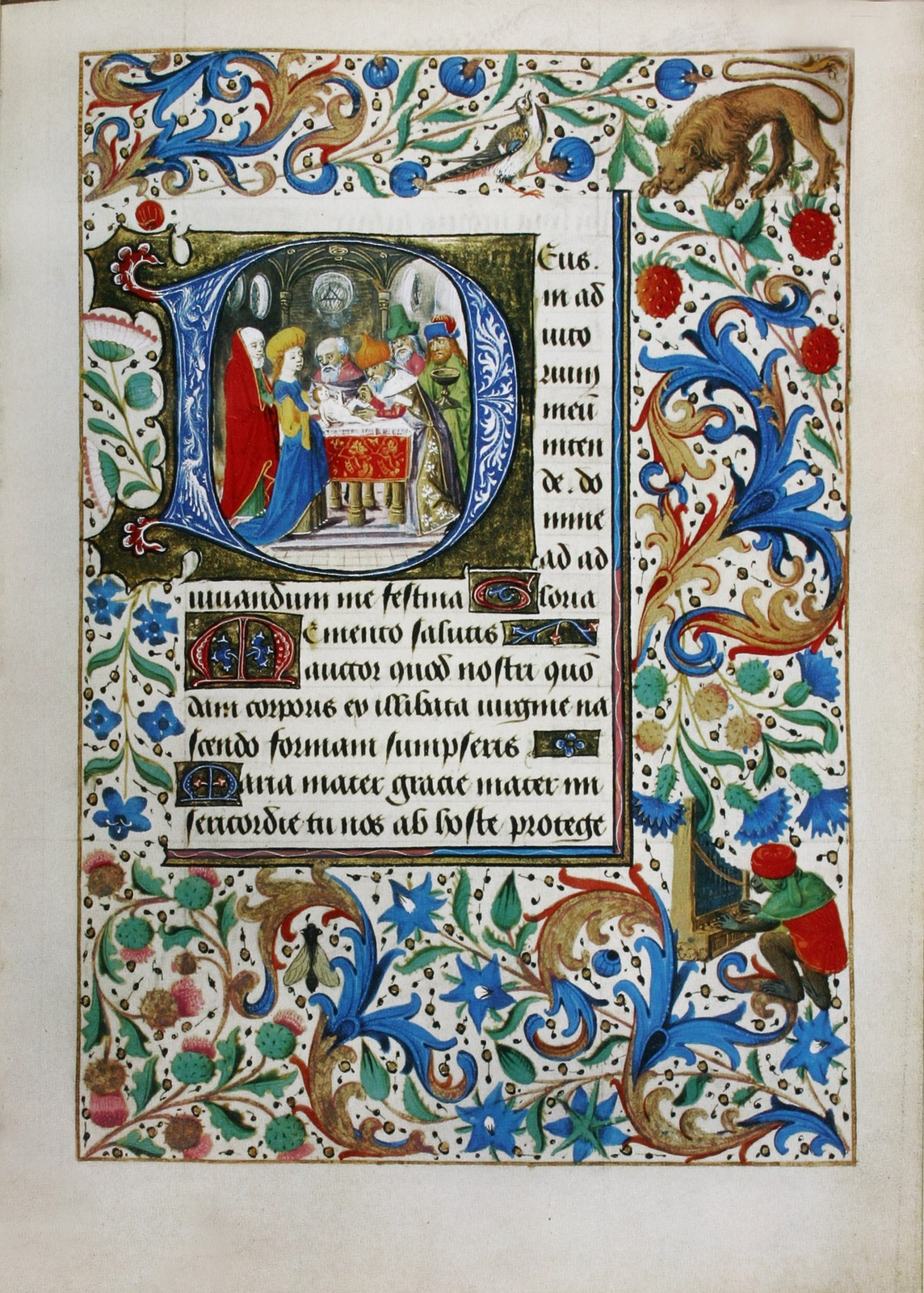
Страсти Христовы.
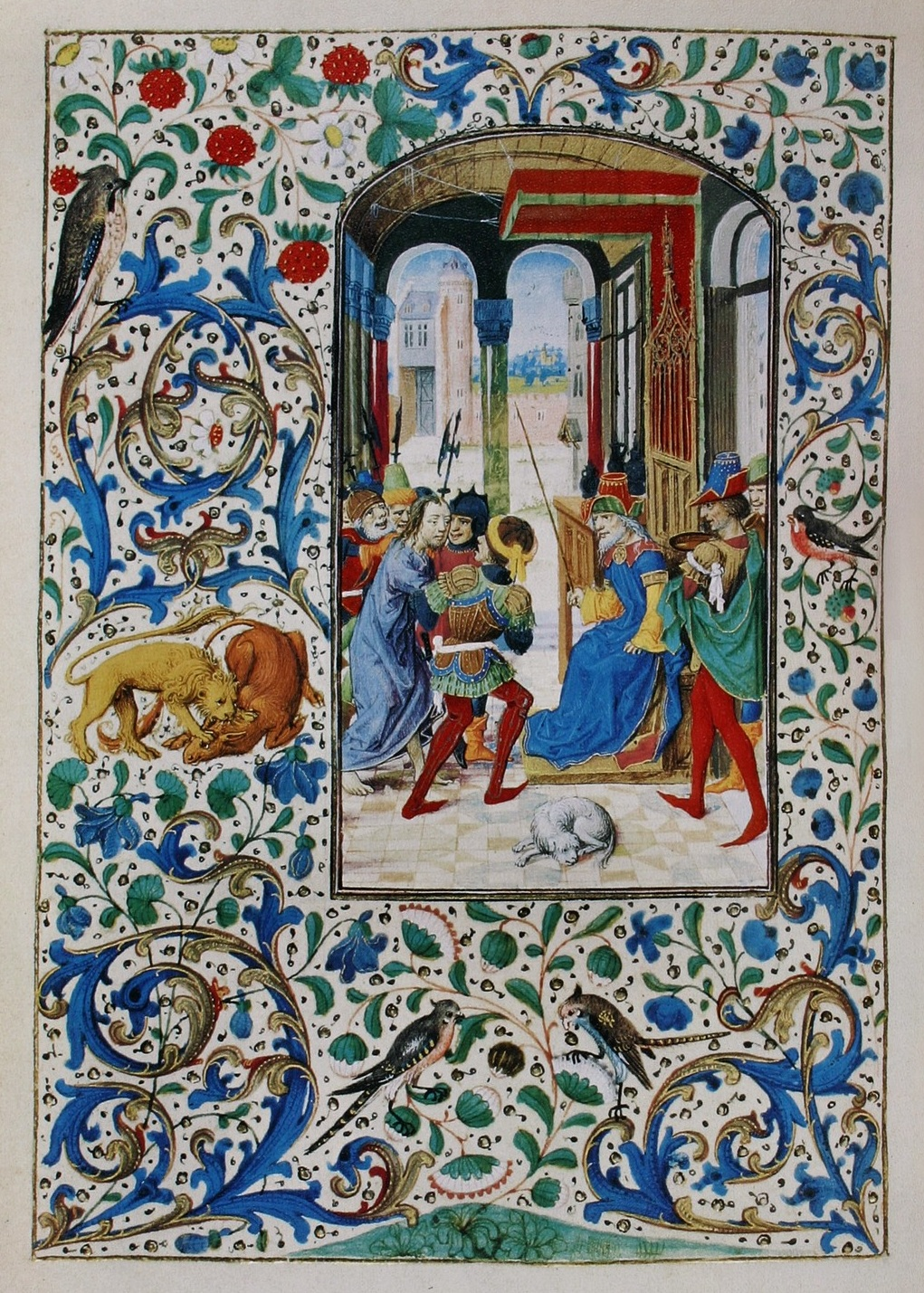
Хритос перед Пилатом.
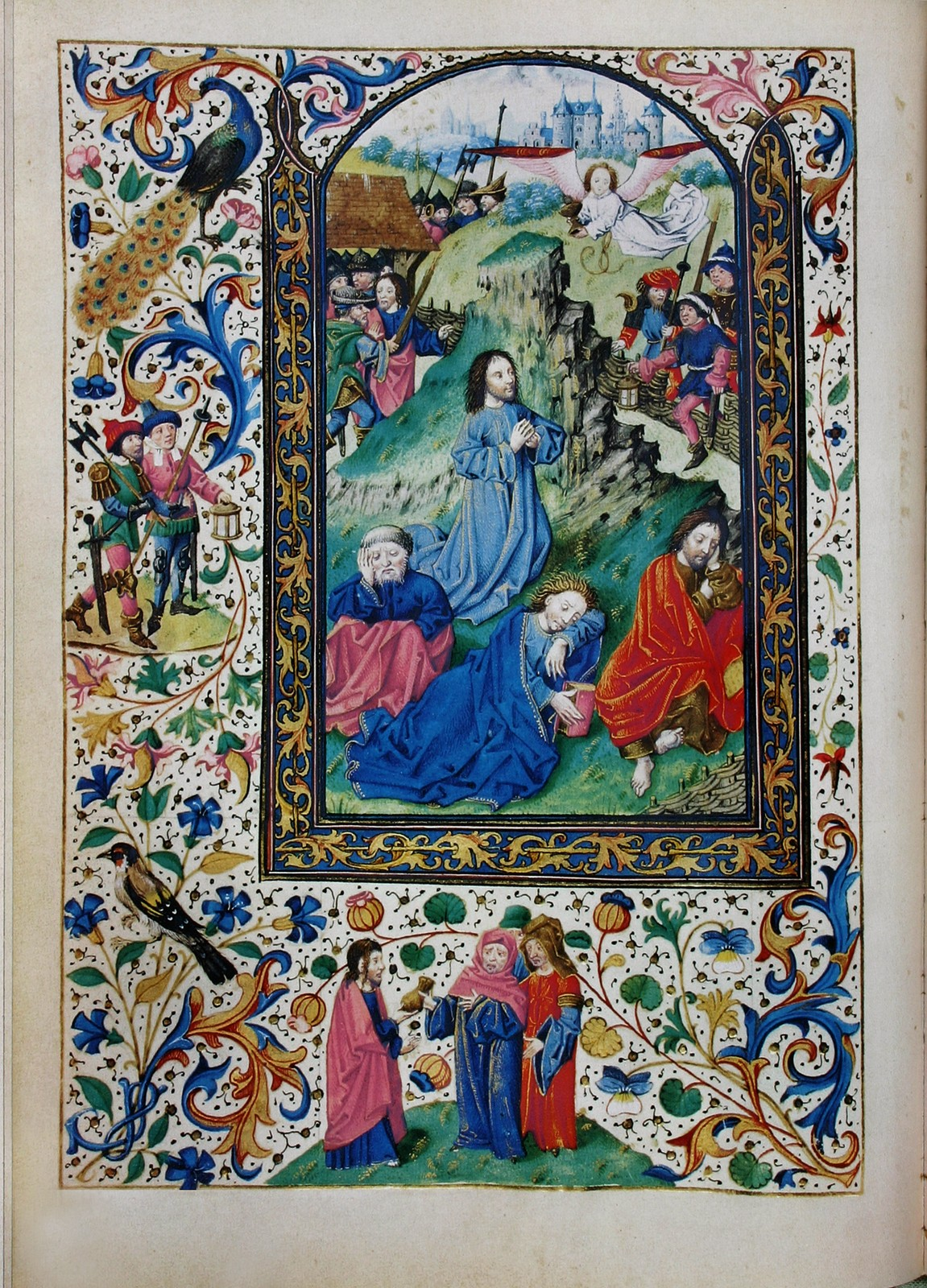
Моление о чаше.
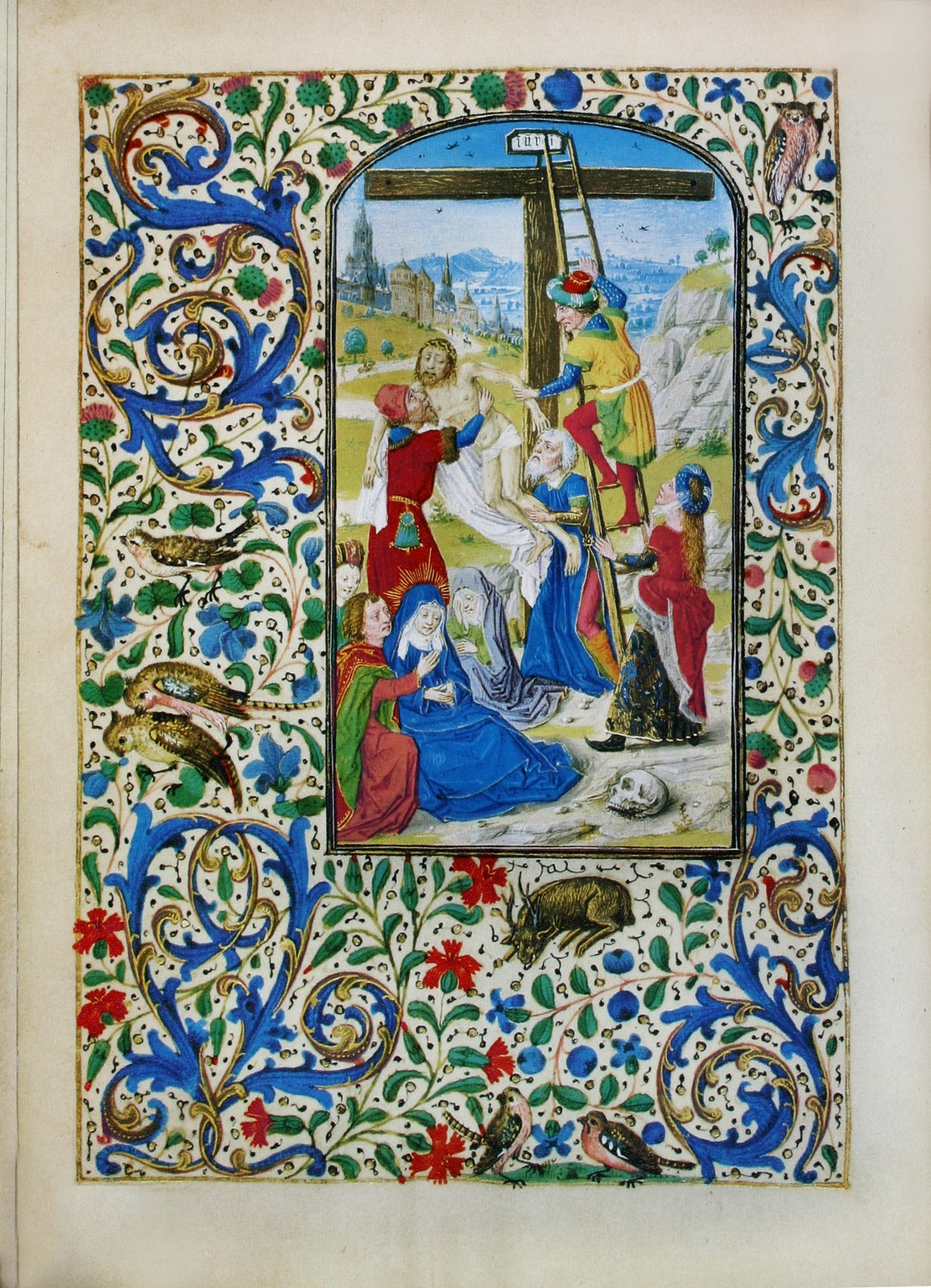
Снятие с креста.
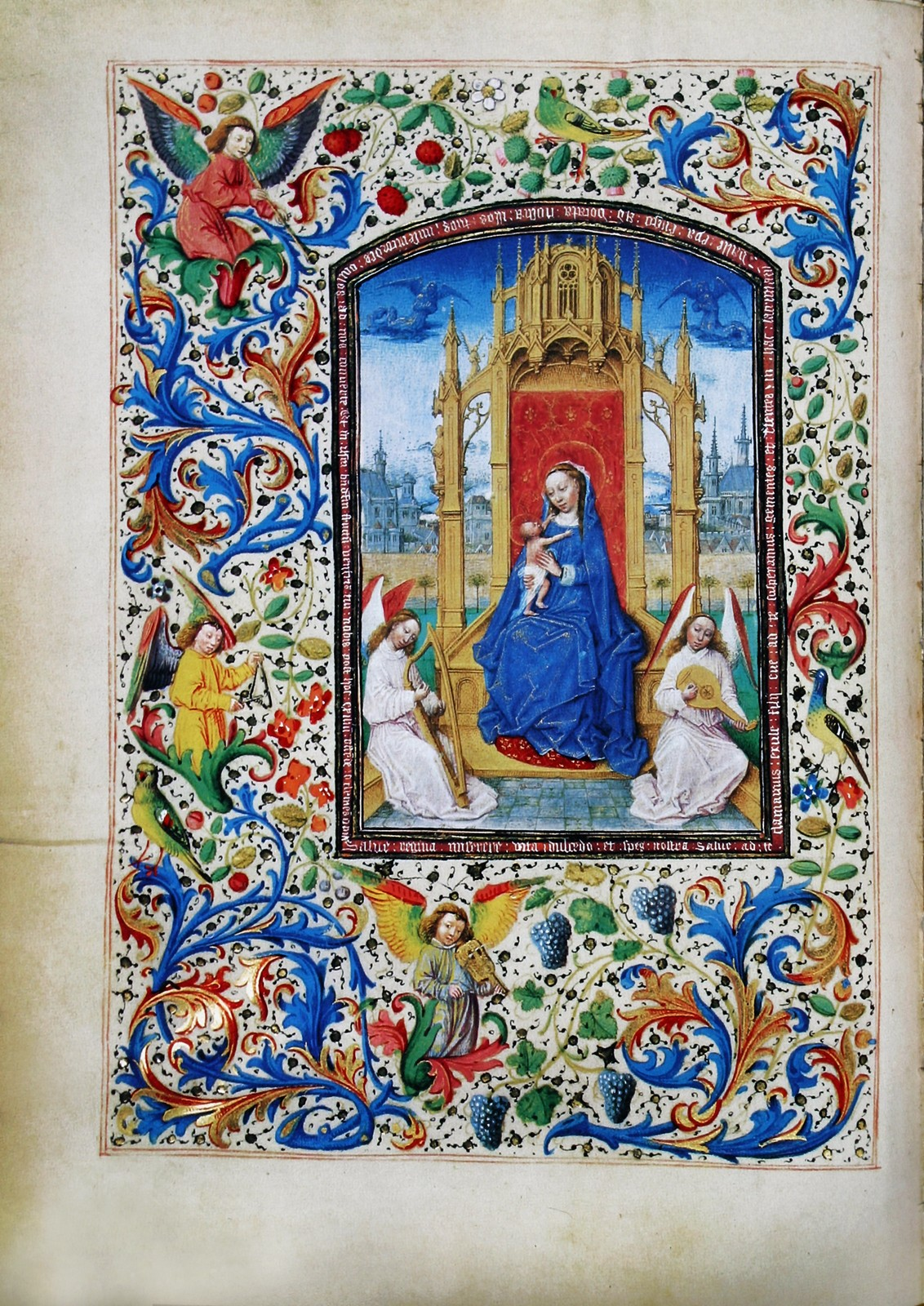
Мадонна с младенцем и ангелами.
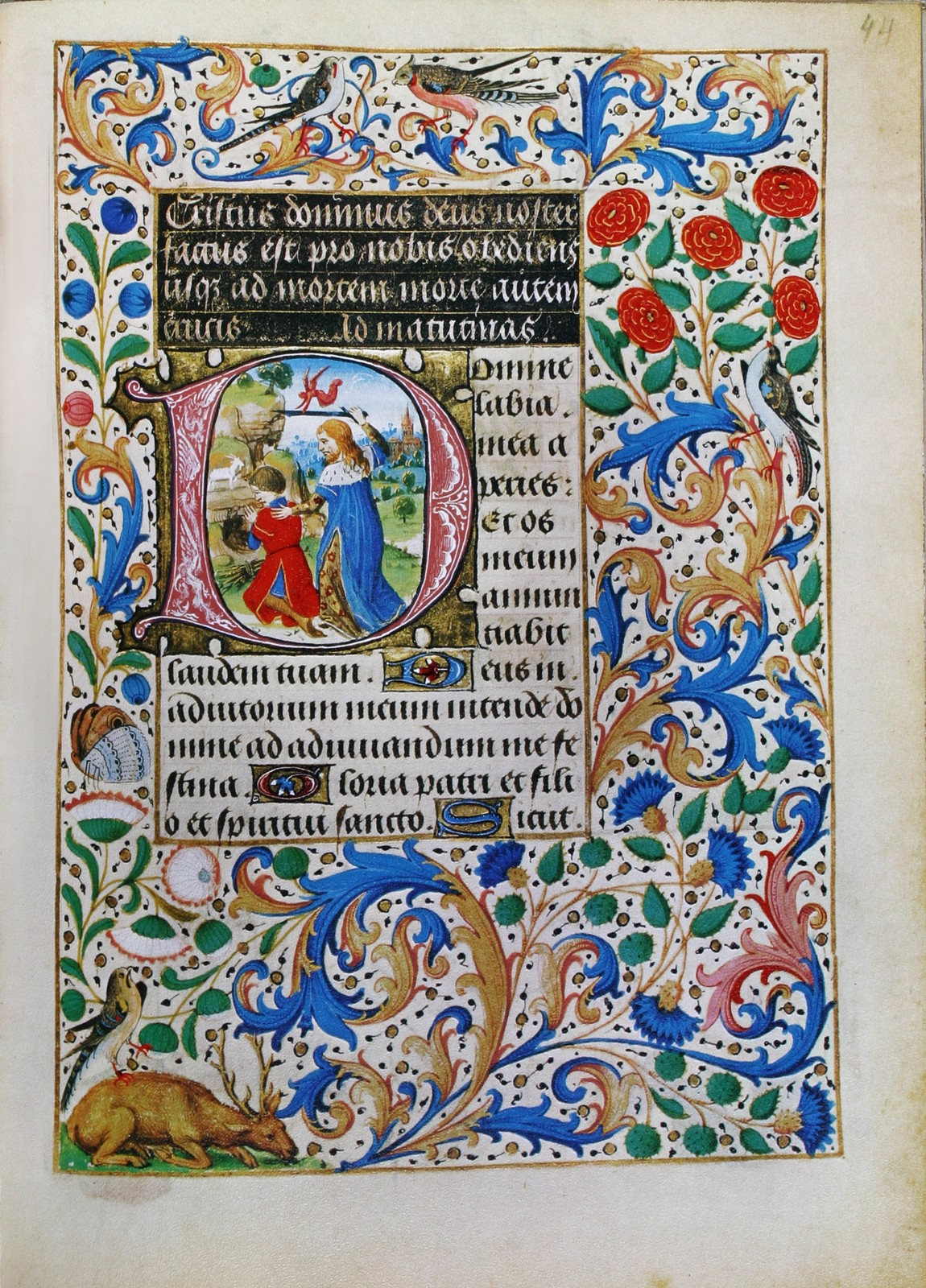
Жертвоприношение Исаака.
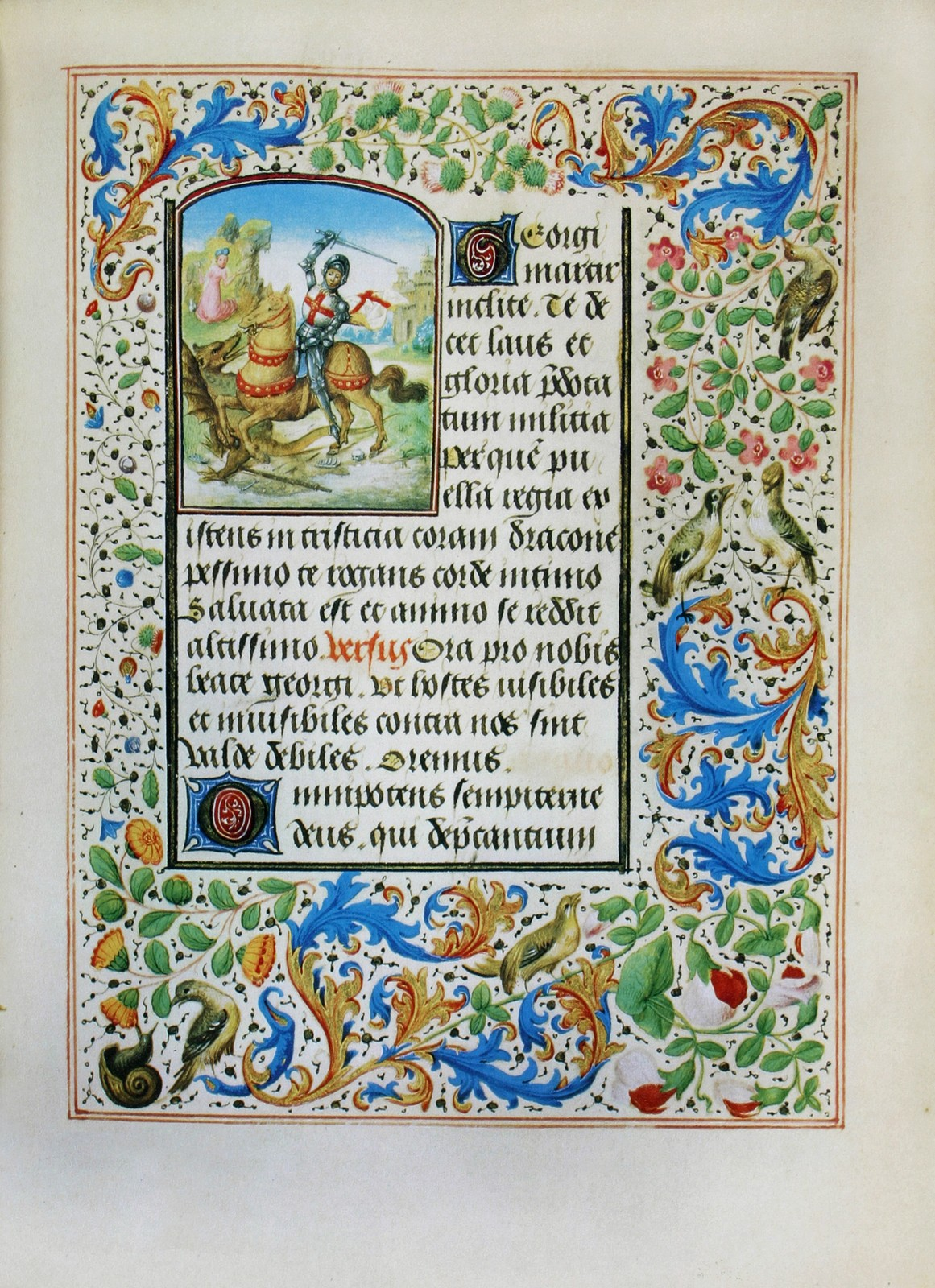
Святой Георгий и дракон.
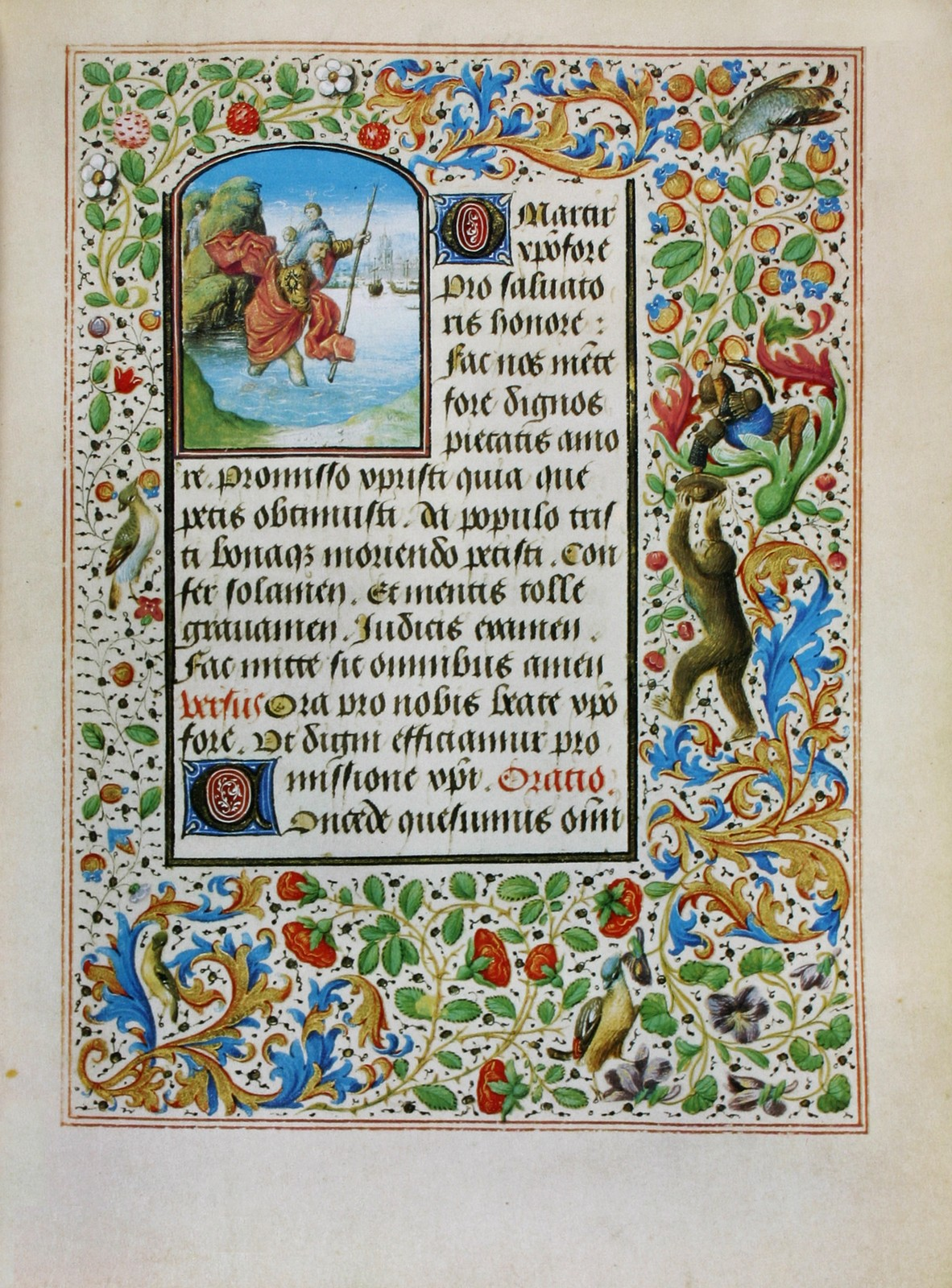
Святой Христофор.
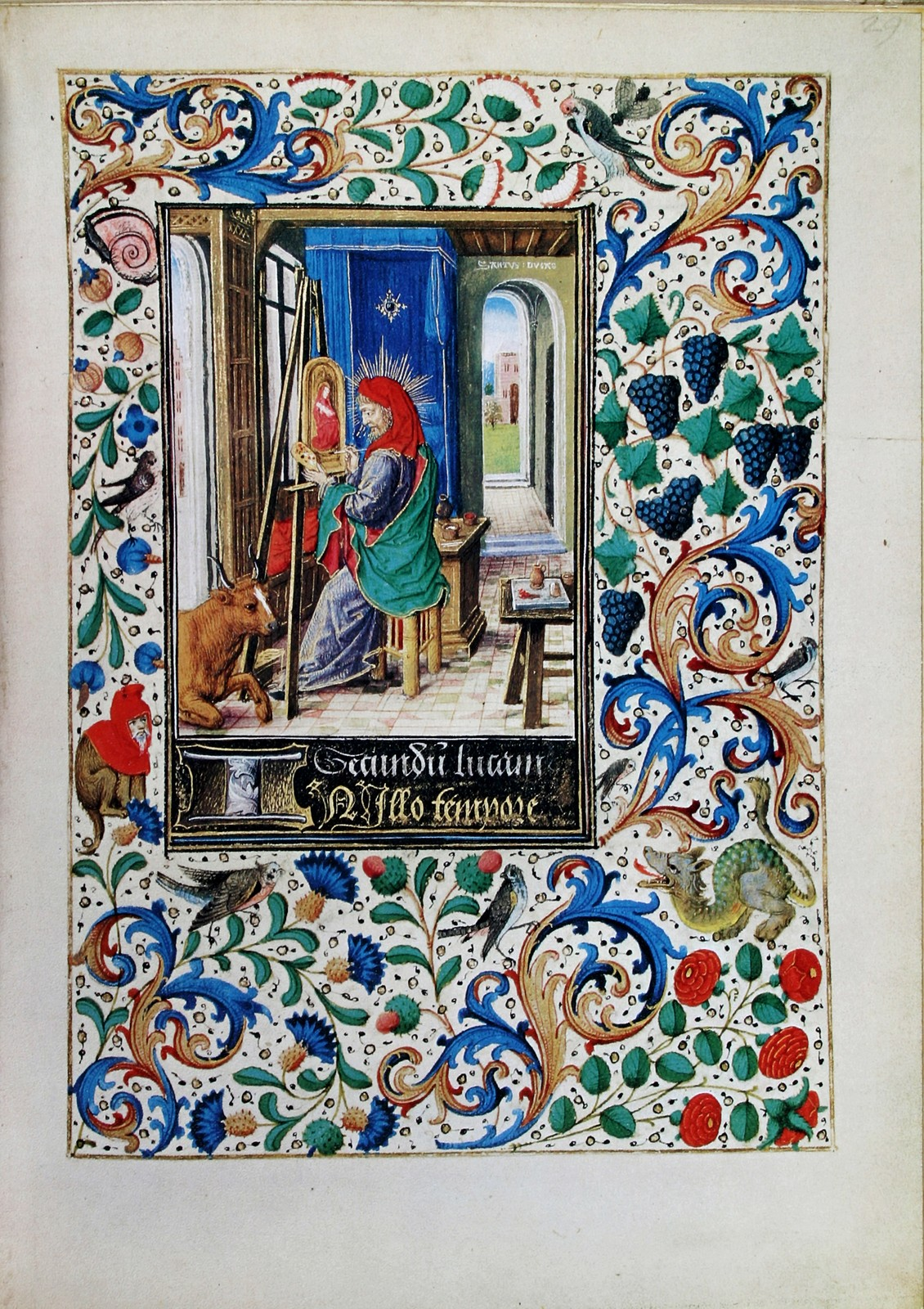
Евангелист Лука.
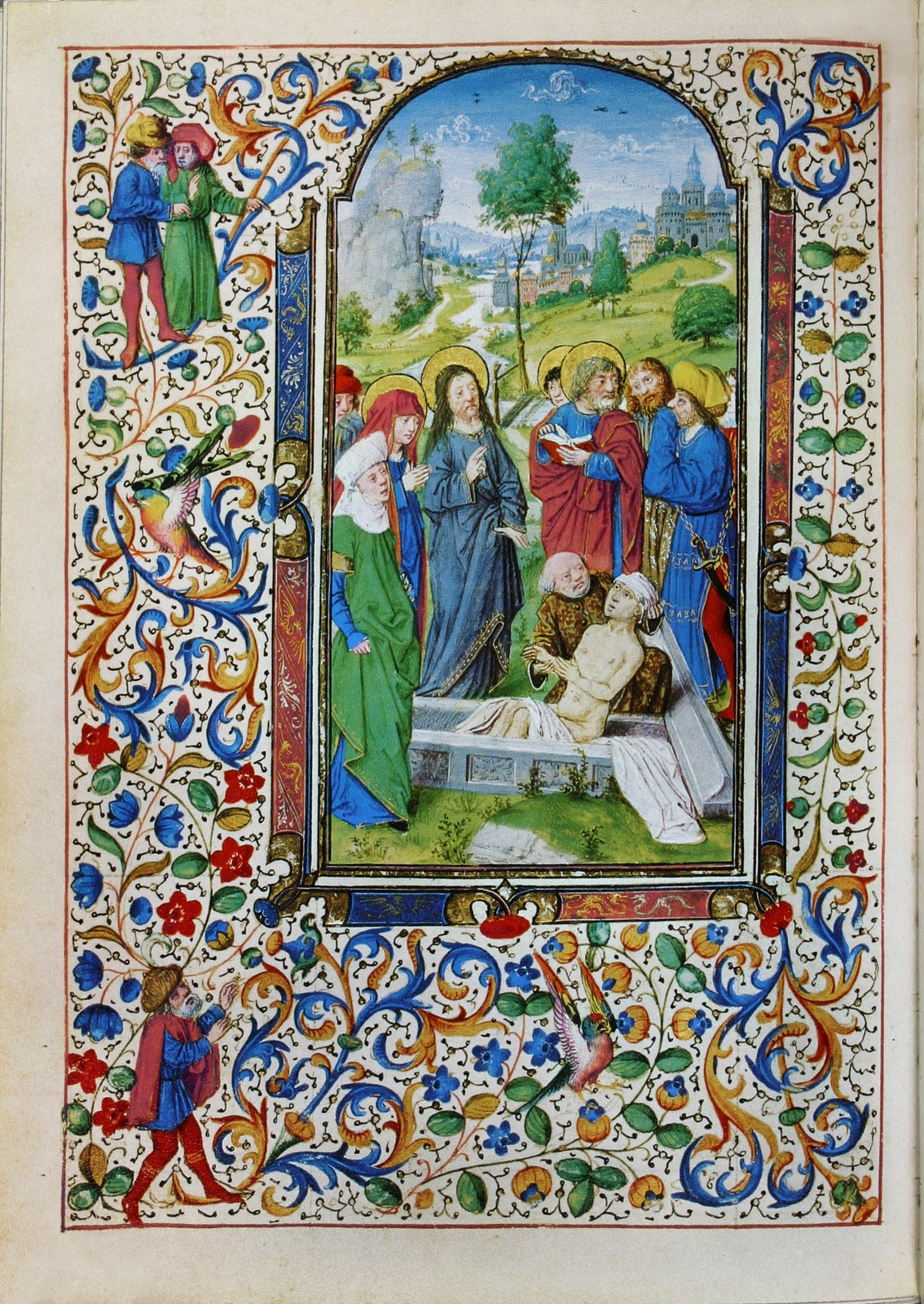
Воскрешение Лазаря.

Миниатюры из часослова Энгельберта Нассауского

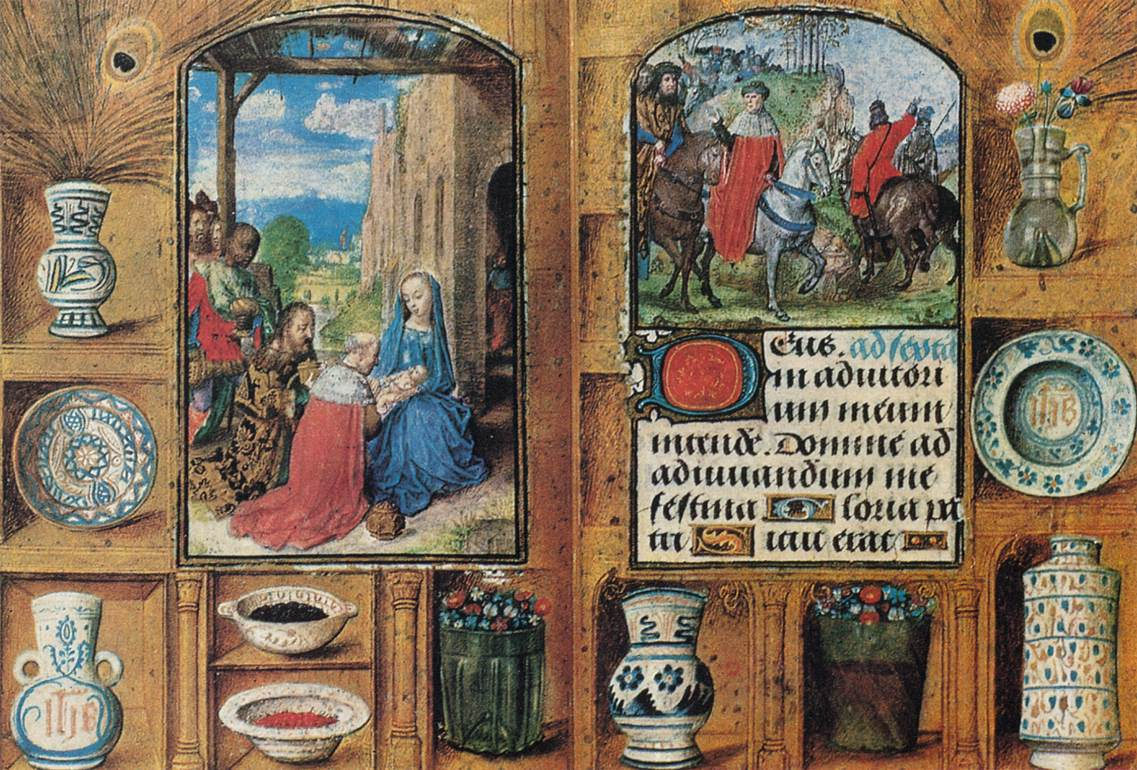
Две сцены из часослова (слева — поклонение волхвов).
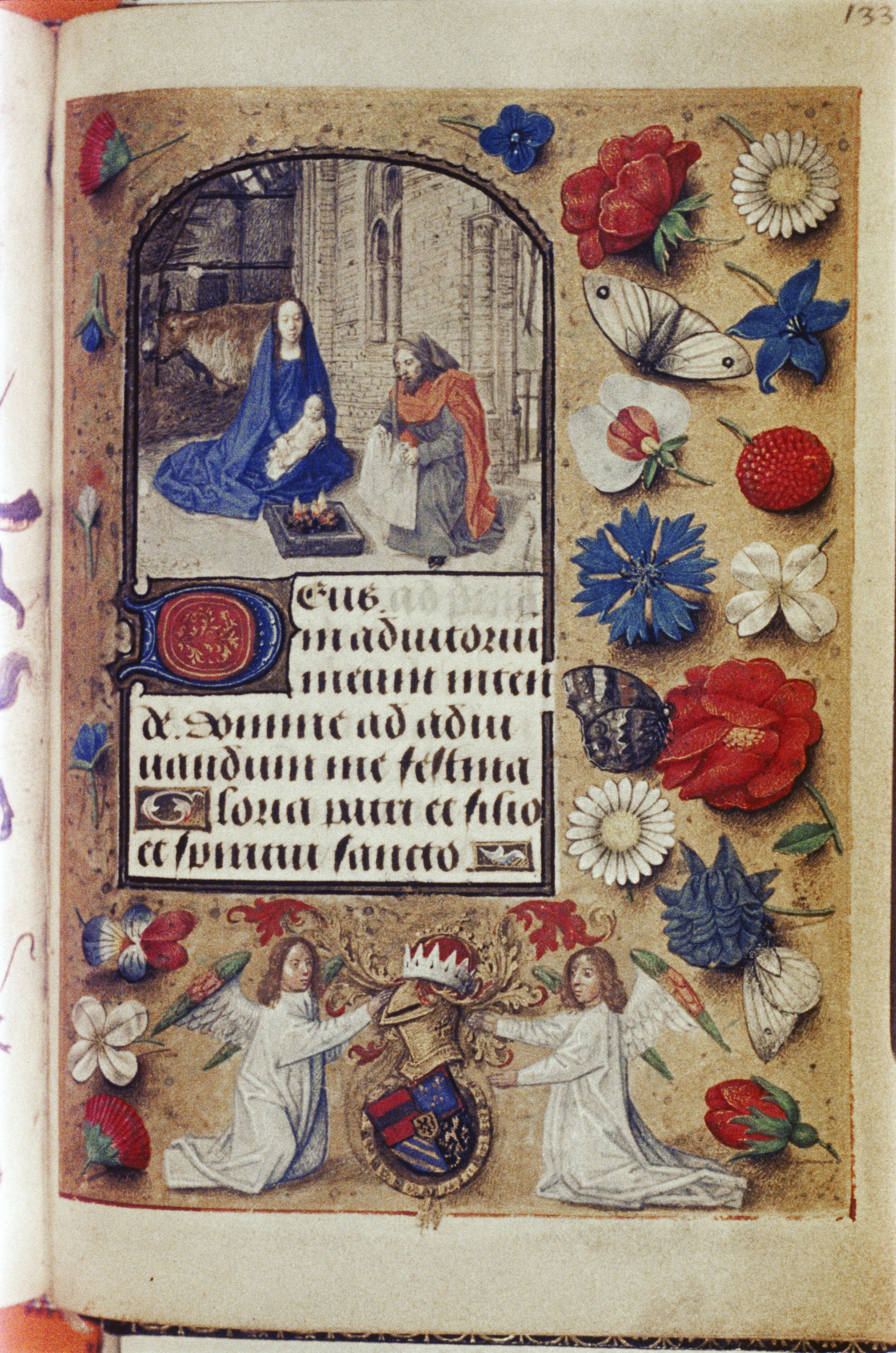
Рождество Христово.
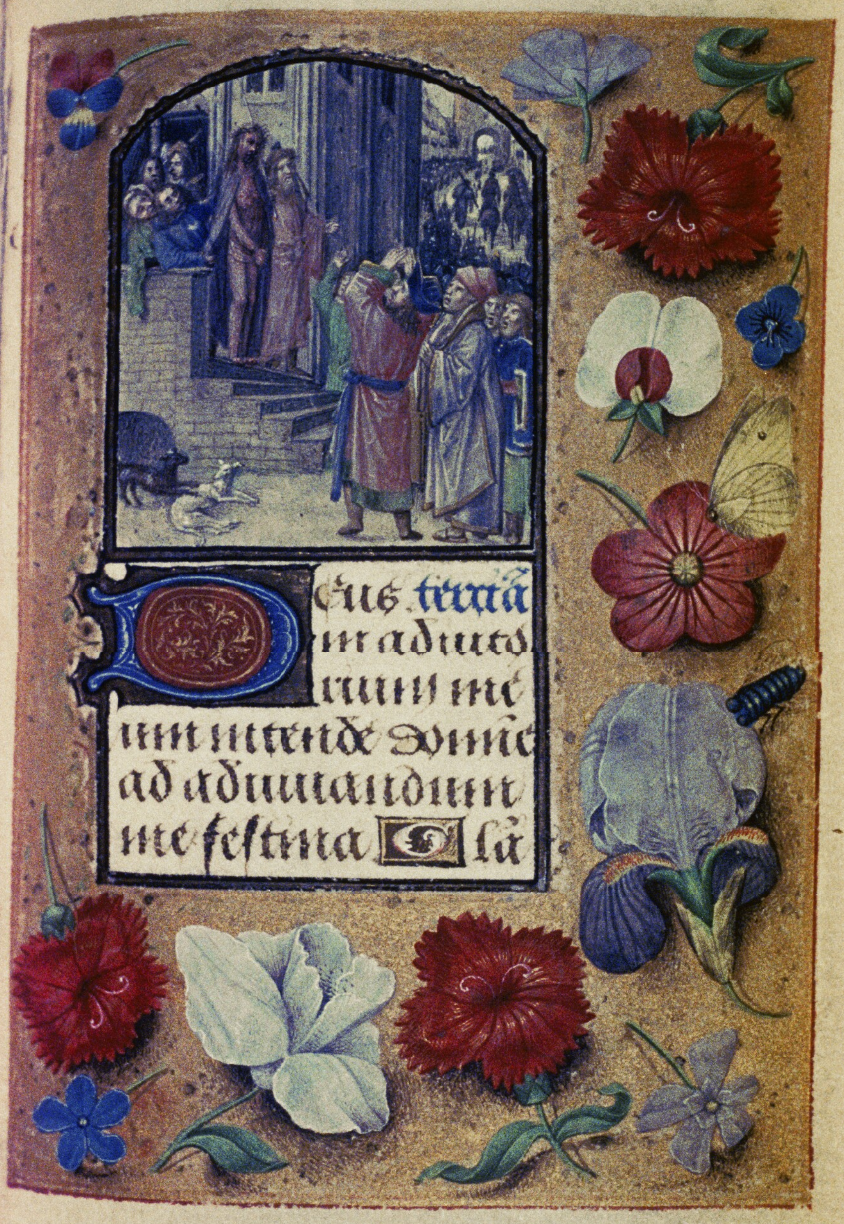
Се человек.

Другие миниатюры

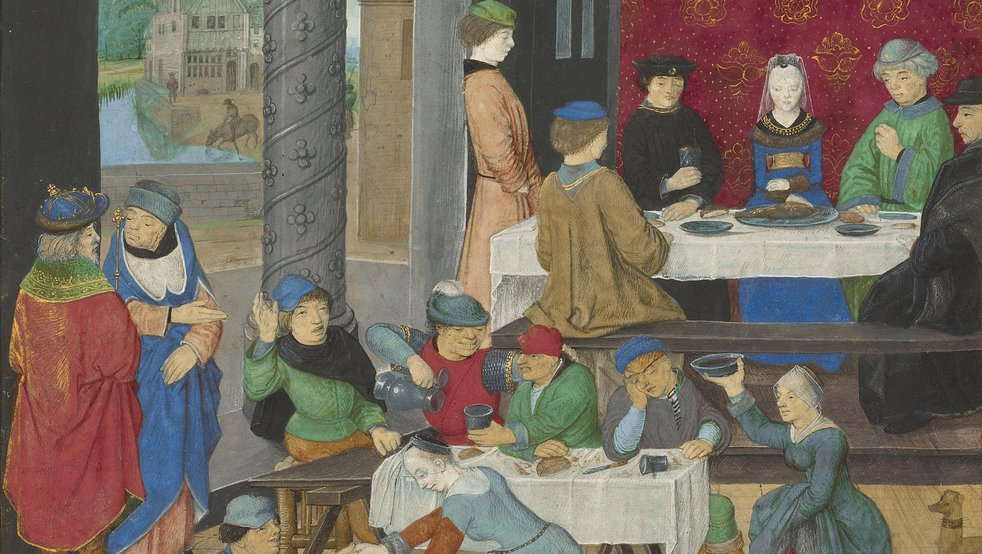
Пиршество.
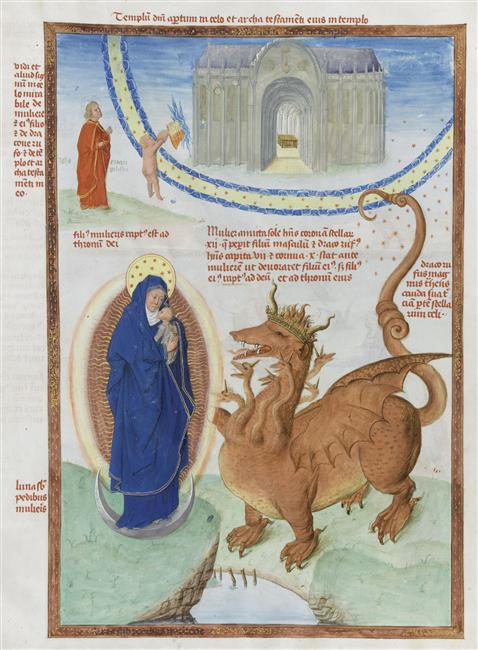
Сцена из Апокалипсиса.
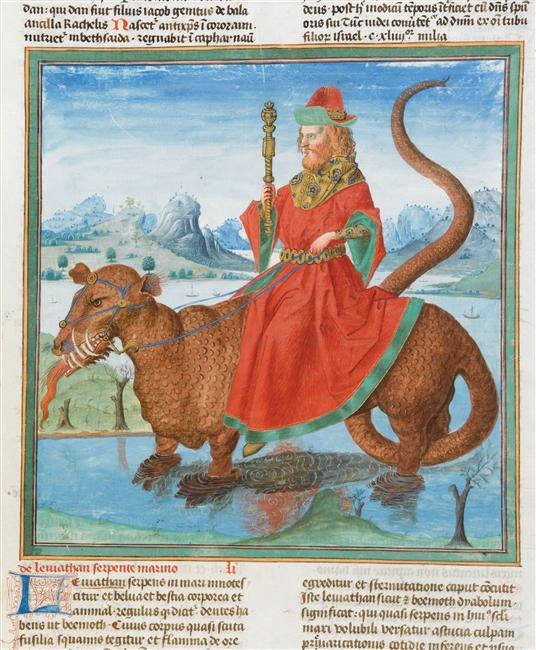
Сцена из Апокалипсиса.
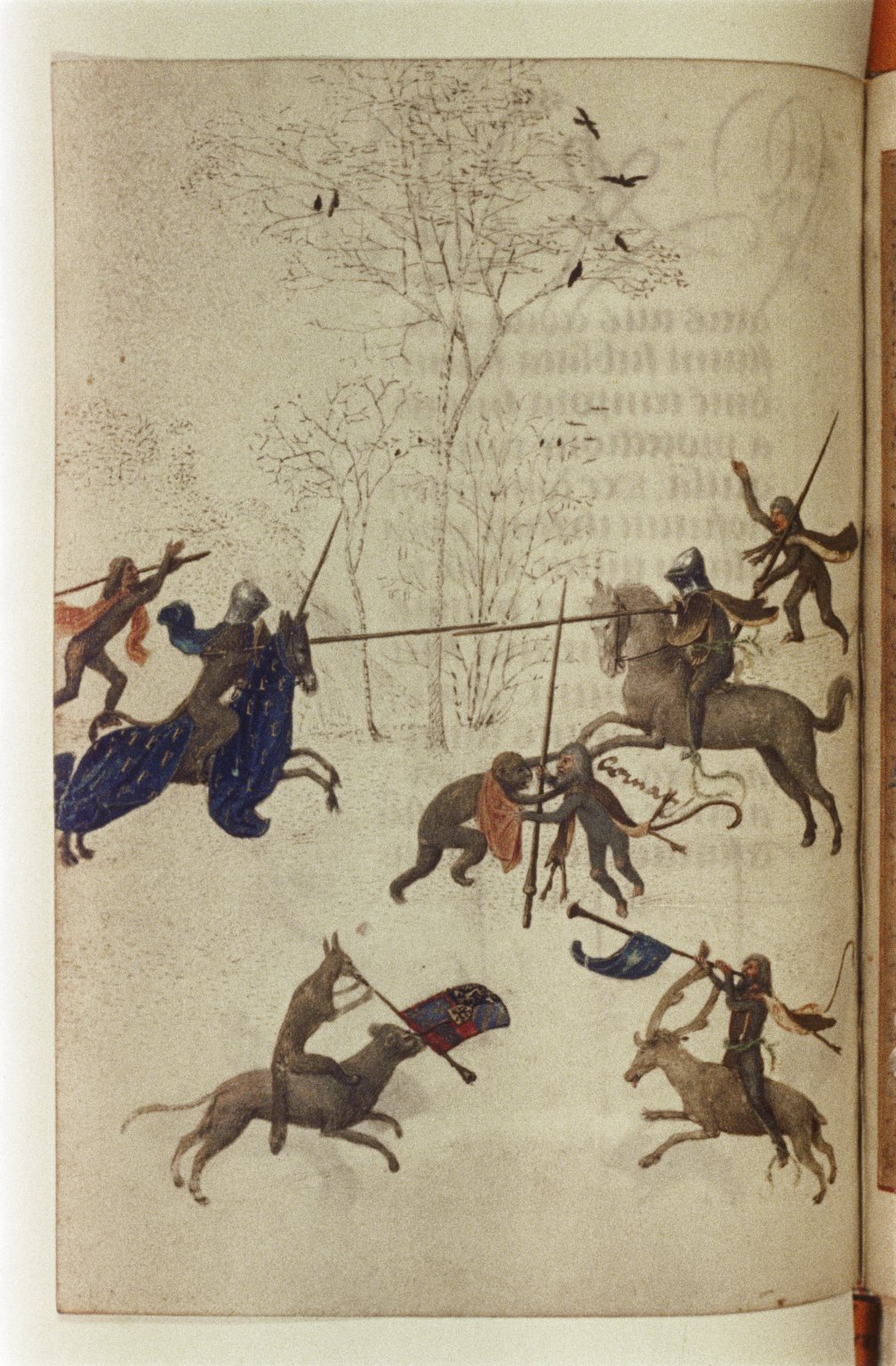
Пародия на рыцарский турнир.